# Gražina Gudaitė
Gražina Gudaitė (* 1959) ist eine litauische Psychologin, Professorin und Psychotherapeutin.

## Leben
Nach dem Abitur an der Mittelschule  studierte und absolvierte Gražina Gudaitė 1983 das Diplomstudium der Psychologie an der Universität Vilnius. 1993 promovierte sie in Psychologie. Ab 1983 arbeitete sie im Krankenhaus Naujoji Vilnia. Ab 1993 arbeitete sie als Assistentin und ab 2001 lehrte als Dozentin. Sie ist Doktorin für Sozialwissenschaften und ab 2010 lehrte als Professorin an der Universität in Vilnius. Von 1994 bis 1995 studierte sie analytische Psychologie am  CG Jung Institut in Chicago. Von 1997 bis 2001 studierte und absolvierte sie analytische Psychologie in Zürich in der Schweiz. 
Sie hat mehrere Bücher über analytische Psychologie sowie mehrere wissenschaftliche Artikel geschrieben, die sich mit Fragen der praktischen Psychologie beschäftigen.
Gudaitė ist Mitglied des Vereins der Analytischen Psychologie. 